# Brisbane Broncos RLFC
El Brisbane Broncos Rugby League Football Club (o Brisbane Broncos RLFC) és un club de rugbi lliga australià de la ciutat de Brisbane.

## Història
Els èxits a les lligues de Queensland durant els anys 80, portaren a la New South Wales Rugby League (NSWRL) convidar un equip de Brisbane a ingressar a la lliga. D'aquesta manera nasqueren els Brisbane Broncos l'any 1988. Des d'aleshores s'ha convertit en un dels clubs importants de la lliga australiana, amb diversos campionats nacionals i internacionals.

## Palmarès
- World Club Challenge (2): 1992, 1997
- National Rugby League[1] (6): 1992, 1993, 1997, 1998, 2000, 2006
- Minor Premiership (4): 1992, 1997, 1998, 2000
- Panasonic Cup (1): 1989
- Lotto Challenge Cup (1): 1991
- Tooheys Challenge (1): 1995

## Galeria

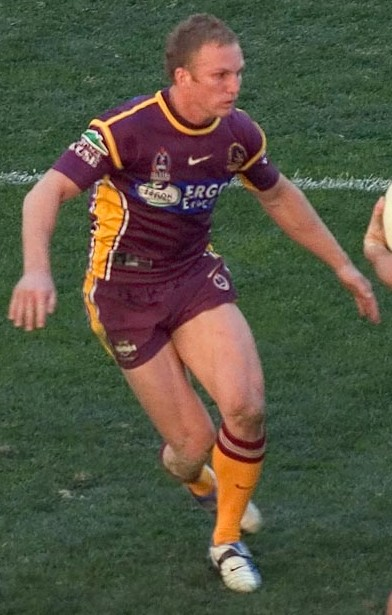
Darren Lockyer jugant pels Broncos el 2004.

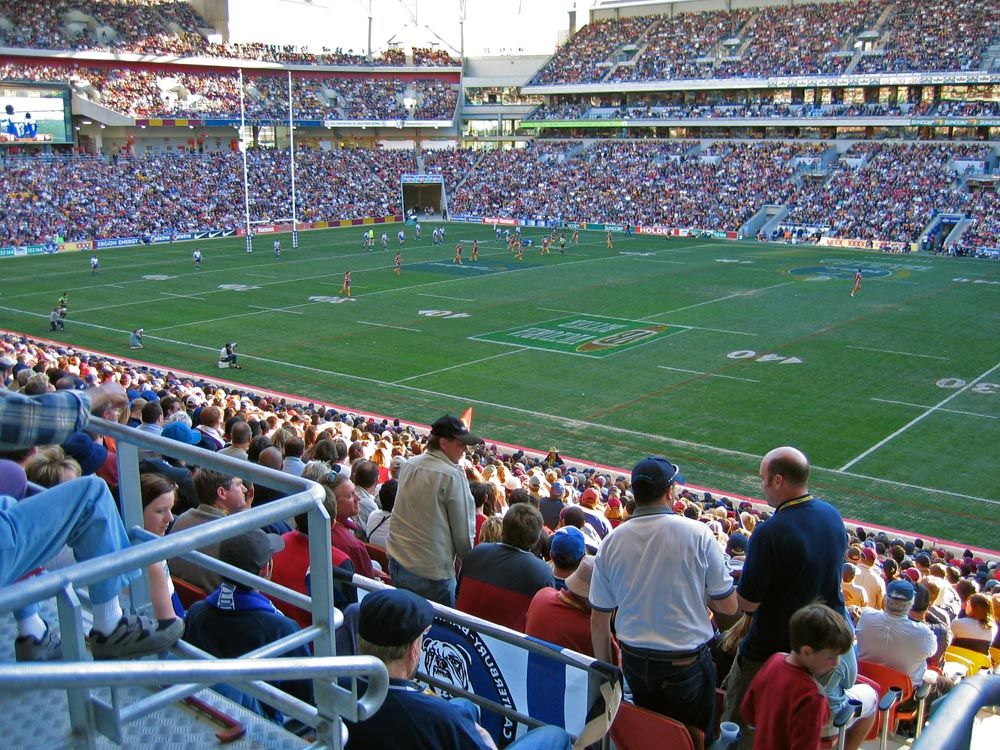
Suncorp Stadium.

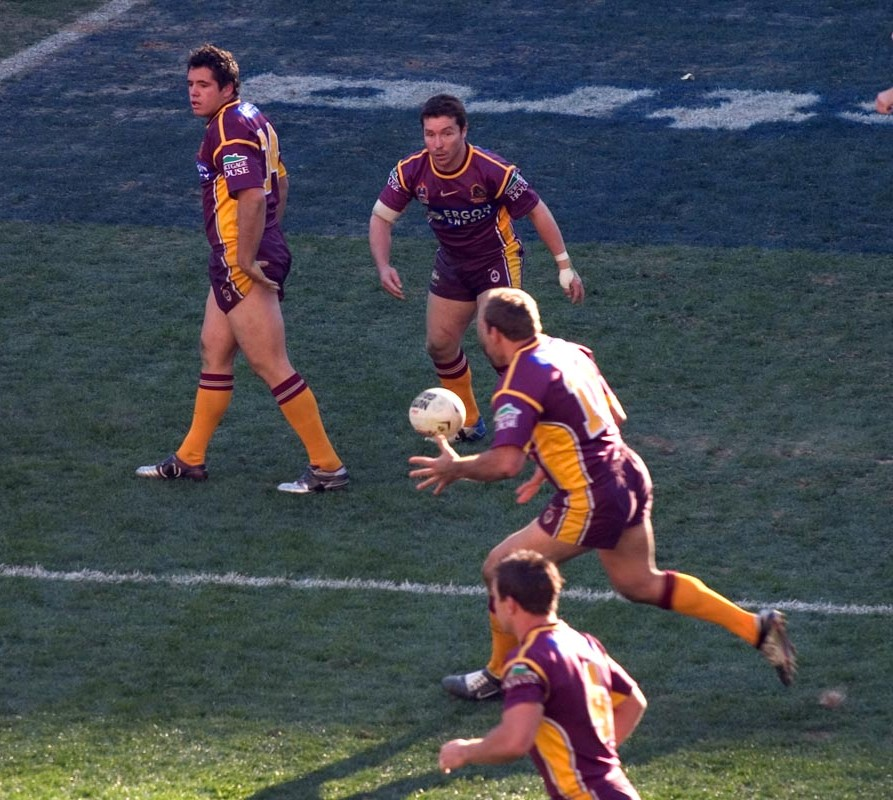
Brisbane Broncos el 2004.

|  |  |  |